# Stazione di Dunmurry
La stazione di Dunmurry (in inglese britannico Dunmurry railway station) è una stazione ferroviaria che fornisce servizio a Dunmurry, contea di Antrim, Irlanda del Nord. Attualmente le linee che vi passano sono la Belfast-Newry, la Belfast-Bangor e soprattutto la Dublino-Belfast, che però non fa fermata qui. La ferrovia fu aperta il 12 agosto 1839. L'accesso per la banchina compresa tra i binari 1 e 2 è possibile grazie ad un sottopassaggio. La stazione è una delle più trafficate dell'Ulster nelle ore di punta.

## Treni
Da lunedì a sabato c'è un treno ogni mezzora verso Portadown o Newry in una direzione e verso Bangor o Belfast nell'altra, con treni aggiuntivi nelle ore di punta. Di domenica c'è un treno per ogni direzione ogni ora. Ci vogliono 15 minuti di viaggio per raggiungere Lisburn e 20 per la stazione di Belfast Europa.

## Servizi ferroviari
- Intercity Dublino–Belfast
- Belfast-Newry
- Belfast-Bangor

## Servizi
- Servizi igienici
- Capolinea autolinee
- Biglietteria a sportello
- Biglietteria self-service
- Distribuzione automatica cibi e bevande